# Wu Ding
Wu Ding (kinesisk: 武丁) var en konge, som tilhørte Shang-dynastiet i det gamle Kina, hvis regeringstid varede fra ca. 1250-1192 f.Kr.  Ifølge den traditionelle kronologi varede hans regeringsperiode fra 1324 til 1266 f.Kr.
Wu Ding er den tidligste person i historien om de kinesiske dynastier, der er blevet bekræftet af nutidige optegnelser. Annalerne for Shang-dynastiet, der er blev sammensat af senere historikere, blev længe antaget for blot at være lidt mere end legender, indtil orakelskrift-indskrifter på ben, der stammer fra Wu Dings regeringstid blev udgravet i 1899 i ruinerne af hans hovedstad Yin (den nutidige Henan).

## Historie
I sin fars regeringstids sjette år blev Wu Ding beordret til at bo i He (河) og studere under Gan Pan (甘盘). Disse tidlige år, hvor han var blandt almindelige mennesker gjorde at han blev fortrolig med deres daglige problemer.
I Shiji (史記 "Den store historikers optegnelser") blev han opført af Sima Qian som den 22. Shang-konge, der efterfulgte sin far Xiao Yi (小乙). Han blev indsat i Dingwei-året (丁未) med Gan Pan (甘盘) som sin premierminister og Yin (殷) som sin hovedstad.
Det er kendt, at kong Wu Ding ville styrke troskaben med nabostammerne ved at gifte sig med en kvinde fra hver af dem. Fu Hao (som var en af kongens 64 hustruer) kom ind i den kongelige husstand gennem et sådant ægteskab og udnyttede det semi-matriarkale samfund til at rykke op gennem rækken til general og ypperstepræstinde. En anden af Wu Dings koner, Fu Jing, var ansvarlig for at føre tilsyn med landbrugsproduktion.
I det 25. år af hans regeringstid døde hans søn Zu Ji (祖 己) i et fjernt område efter at være blevet forvist.
I det 29. år af Dings regeringsperiode udførte han ritualer i det Kongelige Tempel til ære for sin forfader Shang Tang, Shang-dynastiens første konge. I vrede over tilstedeværelsen af en vild kylling, der stod på et af de ceremonielle bronzeskibe, fordømte han sine vassaler og skrev en artikel kaldet Supplerende Offer til Gao Zong  (高宗 肜 日), i øjeblikket i Shujing (书经 "bogen af dokumenter").
I det 32. år af Dings regeringstid sendte han tropper til Guifang (鬼 方) og efter tre års kampe erobrede han det. Di (氐) og Qiang (羌) barbarerne sendte straks udsendinge til Shang for at forhandle. Dings hære fortsatte med at erobre Dapeng (大 彭) i det 43. år af hans regeringstid og Tunwei (豕 韦) i det 50. år af hans regeringstid.
Ding døde ifølge alle tilgængelige kilder i det 59. år af sin regeringstid. Han blev bredt betragtet som en af Shang-dynastiens bedste konger, og han fik det posthumme navn Wu Ding (武丁) og blev efterfulgt af sin søn Zu Geng (祖庚). Orakelskrift-indskrifter på knogler, udgravet ved Yin Xy (ruinerne af Yin) siger, at han var den 21. Shang-konge.